# Mount Whillans
Mount Whillans ist ein 870 m hoher Berg im westantarktischen Queen Elizabeth Land. In der nördlichen Patuxent Range der Pensacola Mountains ragt er 6 km südwestlich des Mount Stroschein in den Anderson Hills auf.
Der United States Geological Survey kartierte ihn anhand eigener Vermessungen und Luftaufnahmen der United States Navy aus den Jahren von 1956 bis 1966. Das Advisory Committee on Antarctic Names benannte ihn 1968 nach dem kanadischen Glaziologen Ian Morley Whillans (1944–2001), der im antarktischen Winter 1967 auf der Palmer-Station tätig war.